# Bärenthal
Bärenthal település Németországban, azon belül Baden-Württembergben. Lakosainak száma 482 fő (2023. december 31.). Bärenthal Beuron, Irndorf és Kolbingen községekkel határos.

## Népesség
A település népessége az elmúlt években az alábbi módon változott:
| Lakosok száma | 407  | 413  | 460  | 466  | 457  | 464  | 438  | 449  | 457  | 482  |
|               | 1961 | 1967 | 1974 | 1980 | 1987 | 1993 | 2000 | 2006 | 2013 | 2023 |